# دورگاپور (پیروج‌پور)
دورگاپور (به لاتین: Durgapur) یک روستا در بنگلادش است که در استان باریسال و در ناحیه پیروج‌پور واقع شده است.